# Обмен (приток Чуса)
Обмен — река в России, протекает по Афанасьевскому району Кировской области. Устье реки находится в 28 км по левому берегу реки Чус, Обмен её крупнейший приток. Длина реки составляет 36 км. В 200 метрах от устья принимает слева реку Бикурай.

## Течение
Исток реки в центре Верхнекамской возвышенности на границе Кировской области и Пермского края в 17 км к северо-востоку от деревни Архипята (Ичетовкинское сельское поселение). Исток лежит на водоразделе, рядом берут начало верхние притоки Иньвы. В верховьях также называется Полежный Обмен. Генеральное направление течения — северо-запад, русло сильно извилистое, река течёт вдоль границы регионов по лесному массиву. В среднем течении на правом берегу посёлок Пограничный и нежилая деревня Матвеевская (Бисеровское сельское поселение). Впадает в Чус в 13 км к северо-востоку от села Бисерово. Ширина реки у устья — 10 метров.

## Притоки (км от устья)
- 0,2 км: Бикурай (лв)
- река Белешор (лв)
- река Чиктонашор (лв)
- река Дорожный Обмен (лв)
- река Северный Обмен (пр)
- река Полуденка (пр)

## Данные водного реестра
По данным государственного водного реестра России относится к Камскому бассейновому округу, водохозяйственный участок реки — Кама от истока до водомерного поста у села Бондюг, речной подбассейн реки — бассейны притоков Камы до впадения Белой. Речной бассейн реки — Кама.
Код объекта в государственном водном реестре — 10010100112111100000481.